# Harpy (fugl)
Harpyen (latin: Harpia harpyja) er en af verdens største ørne. Harpyen lever i Mellem- og Sydamerika og er nationalfugl i Panama.